# Universität Ordu
Die Universität Ordu (türkisch Ordu Üniversitesi) ist eine 2006 gegründete Bildungseinrichtung in Altınordu (früherer Name: Ordu) in der Türkei.

## Geschichte
Grundlage für die Universität Ordu waren ausgegliederte Abteilungen der Karadeniz Teknik Üniversitesi Trabzon und der Ondokuz Mayıs Universität Samsun.

## Bildungsangebot
Die Universität verfügt über elf Fakultäten:
- Agrarwissenschaft
- Ökonomie und Verwaltungswissenschaft
- Kunst und Wissenschaft
- Meereskunde
- Medizin
- Bildende Kunst
- Zahnmedizin
- Erziehungswissenschaft
- Theologie
- Musik und Darstellende Kunst
- Gesundheitswissenschaft

Neben den Fakultäten bestehen drei Institute, das Institut für Geisteswissenschaft, das Institut für Naturwissenschaft, das Institut für Gesundheitswissenschaft. Der Universität sind auch mehrere Berufsschulen angegliedert.